# Mörk askstyltmal
Mörk askstyltmal, Gracillaria loriolella är en fjärilsart som beskrevs av Heinrich Frey 1881. Mörk askstyltmal ingår i släktet Gracillaria och familjen styltmalar, Gracillariidae.
Artens utbredningsområde är främst Centraleuropa och bort mot Centralasien. (Arten är noterad i följande länder:
Frankrike, Moldavien, Norge, Polen, Ryssland, Schweiz, Tjeckien, Tadzjikistan, Turkmenistan och Ungern.
Arten är ännu inte påträffad i Sverige. Inga underarter finns listade i Catalogue of Life.